# Tebalu Zawude
Tebalu Zawude Heyi (2 novembre 1987) è un ex mezzofondista ed ex maratoneta etiope.

## Palmarès
| Anno | Manifestazione             | Sede        | Evento        | Risultato | Prestazione | Note |
| ---- | -------------------------- | ----------- | ------------- | --------- | ----------- | ---- |
| 2012 | Africani                   | Porto Novo  | 10000 m piani | 4º        | 28'03"16    |      |
| 2014 | Mondiali di mezza maratona | Copenaghen  | Individuale   | dnf       | dnf         |      |
| 2015 | Giochi Panafricani         | Brazzaville | 10000 m piani | Oro       | 27'27"19    |      |

## Campionati nazionali
2012
- Oro ai campionati etiopi, 10000 m piani - 29'09"0

2014
- Argento ai campionati etiopi, 10000 m piani - 28'48"87

2016
- 8º ai campionati etiopi, 10000 m piani - 27'37"25

## Altre competizioni internazionali
2012
- 8º alla Mezza maratona di Valencia ( Valencia) - 1h02'07"

2013
- Oro alla 20 km di Parigi ( Parigi) - 58'07"

2014
- 4º alla Maratona di Francoforte ( Francoforte sul Meno) - 2h07'10"
- Argento alla Maratona di Marrakech ( Marrakech) - 2h08'20"

2015
- 11º alla Maratona di Rotterdam ( Rotterdam) - 2h13'06"
- Oro alla Maratona di Seul ( Seul) - 2h08'46"

2016
- 12º alla Mezza maratona di Praga ( Praga) - 1h03'17"

2017
- 5º alla Maratona di Seul ( Seul) - 2h11'50"

2018
- 5º alla Maratona di Chongqing ( Chongqing) - 2h16'32"
- 5º alla Maratona di Taiyuan ( Taiyuan) - 2h18'05"

2019
- Oro alla Maratona di Roma ( Roma) - 2h08'37"

2023
- Argento alla Maratona di Guangzhou ( Guangzhou) - 2h13'12"